# Yvonne Elkuch
Yvonne Elkuch (nascida em 31 de março de 1968) é uma ex-ciclista listenstainiana que competiu no ciclismo nos Jogos Olímpicos de Verão de 1988 e 1992, representando o Liechtenstein.